# ニュートンと贋金づくり
『ニュートンと贋金づくり』（原書名 英: Newton and the Counterfeiter）は、17世紀のロンドンを舞台に繰り広げられたイギリスを揺るがした贋金事件、およびそれに対して造幣局官僚として毅然と立ち向かったアイザック・ニュートンの後半生を描いたノンフィクション作品。著者はトーマス・レヴィンソン（マサチューセッツ工科大学教授）である。

## 内容
著者はこの本の執筆のために、実際の歴史的資料もじっくり調べてノンフィクションとして書いており、17世紀のイギリスの経済・政治に関する歴史書としても、アイザック・ニュートンのあまり知られていない後半生の伝記・評伝としても読むことができる書物である。
アイザック・ニュートンは大学でのアカデミックな仕事にうんざりしてしまい、そのような仕事とは決別しようと知人の力も借りて転職活動を行い、名誉職的で「閑職」と見なされ、給料がとても高かった王立造幣局の官僚の職を見つけてそれに就いた。だが就任早々、彼が直面したのはイギリスという国家の経済崩壊の危機であった。
17世紀イギリスでは、贋金づくりが横行していた。さらに、造幣局から硬貨の金型が盗み出されてしまうといった事件まで起きていた。またイギリスにおいては銀の価格が他の諸国に比べて安かったため、利鞘目的に銀貨が溶かされ海外へ流出しつづけており、イギリス国内の銀貨が尽きてしまう危機にあった。
だがニュートンはそうした危機的状態に、むしろかえって自身の天職を見出すことになり、さまざまな捜査活動や経済改革を断行していった。
たとえば、銀貨の貨幣改鋳や、事実上の紙幣の発行を軌道に乗せるほか、銀本位制から金本位制へ方針転換を政策とした改革を行った。改革に抵抗する勢力の黒幕を追放し、史上最大級の贋金作り犯ウィリアム・チャロナーをタイバーン刑場の処刑台へ送るべく、持ち前の頭脳を活かして周到で執拗な捜査を開始する。